# 긴타로

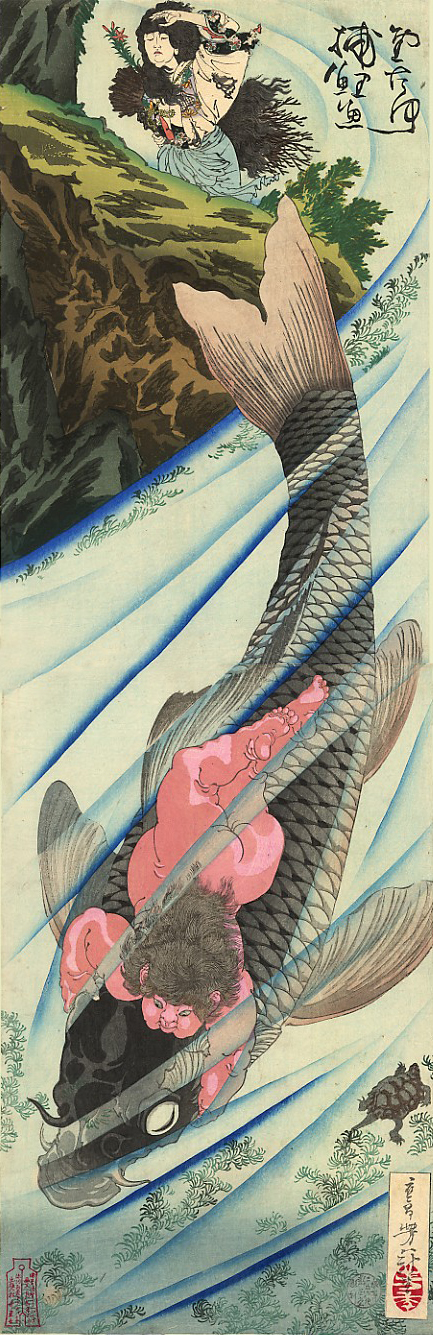
〈긴타로가 잉어를 잡는 그림(金太郎捕鯉魚図)〉, 메이지 18년(1885년) 쓰키오카 요시토시(月岡芳年)의 그림

사카타노 긴토키(일본어: 坂田金時 사카타노 킨토키[*])는 미나모토노 요리미쓰의 소위 “요리미쓰 사천왕(頼光四天王)” 중의 한 사람이다. 그는 주군 요리미쓰를 도와 각지에서 활약하였다고 전하며, 그를 소재로 한 이야기가 지금까지 소설, 만화, 애니메이션 등으로 많이 만들어졌다. 아명은 긴타로(일본어: 金太郞)이며, 이는 곧 긴토키를 주인공으로 한 민담, 옛날 이야기들의 제목이기도 하다.

## 전설의 내용
긴타로는 덴랴쿠 10년(서력 956년) 5월에 태어났다. 조각사 쥬우베에(十兵衛)의 딸 야에기리(八重桐)가 수도(교토)에 있을 때, 궁중에서 모신 사카타노 구란도(坂田蔵人)와의 사이에서 낳은 아들이다. 야에기리는 고향으로 돌아가 긴타로를 낳았는데, 구란도가 죽어 버렸기 때문에 교토로 돌아가지 않고 고향에서 양육했다. 성장한 긴타로는 아시가라 산에서 곰과 씨름을 해서 잡고, 어머니에게 효도하며 건강한 아이로 자랐다.
덴엔 4년 3월 21일(서력 976년 4월 28일) 아시가라 고개를 넘어가던 미나모토노 요리미쓰를 만나 그 힘을 인정받아 신하가 되었다. 이름도 사카타노 긴토키로 바꾸고 교토에 이르러 요리미쓰 사천왕 중 한 명이 되었다(나머지 셋은 와타나베노 쓰나, 우스이 사다미쓰, 우라베노 스에타케).
당시 단바국의 오에 산(오늘날의 교토부 후쿠치야마시)에 주탄동자가 살면서 갖은 나쁜 짓을 하고 있었다. 에이소 2년 3월 26일(서력 990년 4월 28일) 요시쓰네와 사천왕은 산복 수행자로 위장하고 오에 산에 가서 신변기특주(잠 오는 약을 넣은 술)를 이용해 주탄동자를 퇴치했다.
긴토키는 간코 8년 12월 15일(서력 1012년 1월 11일) 규슈의 도적을 정벌하기 위해 쓰쿠시(筑紫, 오늘날의 후쿠오카현)로 가던 도중 사쿠슈 로 미마사카 가쓰타 장(오늘날의 오카야마현 쇼오정)에서 무거운 열병에 걸려 향년 55세로 사망했다. 가쓰타 사람들은 긴토키의 무덤을 만들고 구니가라(倶利加羅) 신사를 세워 장사지냈다. 그 신사는 현재 구리에 신사라고 한다.

## 역사적 분석
사카타노 긴토키가 실존인물이었는지 여부는 상당히 의심스럽다.
아명이 “긴타로”라고 하는데, 아무개타로(○○太郎) 같은 이름은 성인의 이름으로 사용되었지 아명으로 사용되지 않았다(예: 미나모토노 요시이에의 통칭 하치만타로(八幡太郎)).
후지와라노 미치나가의 일기 《어당관백기》등 당시 사료에 따르면 시모쓰케노노 긴토키라는 우수한 수신(근위병)이 미치나가를 섬기고 있었다. 사카타노 긴토키는 이 시모쓰케노노 긴토키가 각색된 인물인 것 같다. 요리미쓰와 미치나가가 살던 시대로부터 100여년이 지나서 성립된 《금석물어집》에서는 긴토키(公時)라는 이름의 낭당이 요시미쓰의 부하로 등장하고 있다.
현재까지 전해지는 긴타로 전설이 완성된 것은 에도 시대이며, 조루리나 가부키를 통해 괴력의 동자라는 이미지가 정착되었다.

## 같이 보기
- 모모타로